# Tube Snake Boogie
„Tube Snake Boogie“ je první skladba ze sedmého studiového alba americké blues rockové skupiny ZZ Top El Loco, vydaného v roce 1981. Skladba vyšla také jako singl, na B-straně vyšla skladba La Grange, která byla vydaná již v roce 1973.

## Sestava
- Billy Gibbons – kytara, sólový zpěv
- Dusty Hill – baskytara, doprovodný zpěv
- Frank Beard – bicí, perkuse